# Liệt Tự

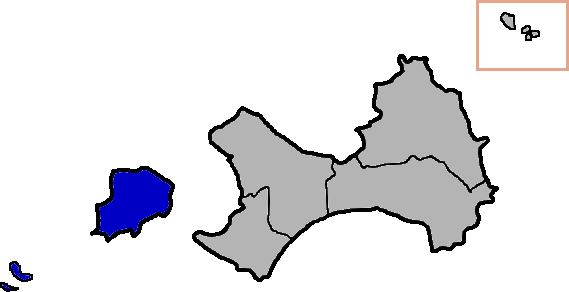
Vị trí tại Kim Môn

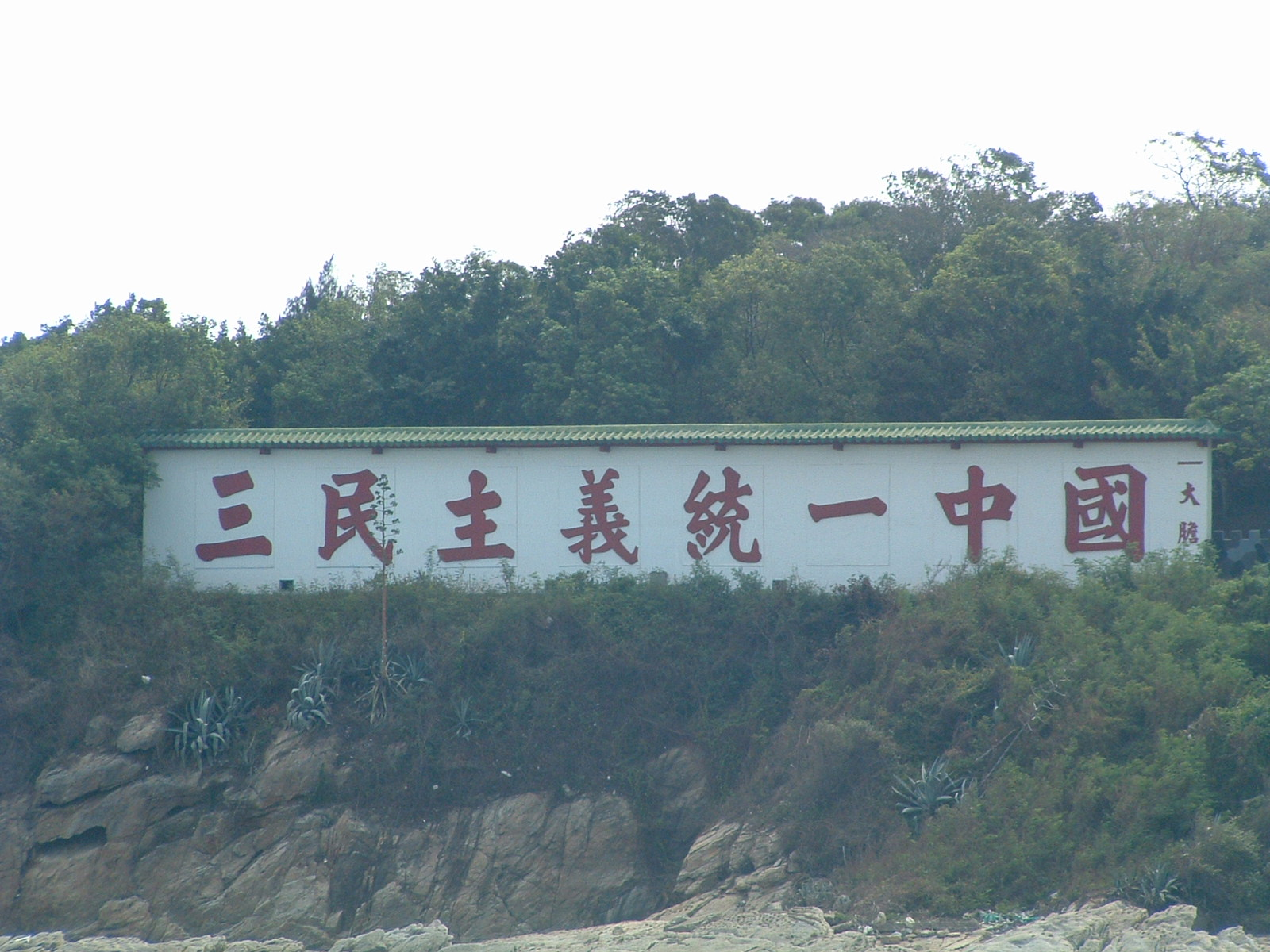
Bảng chữ tâm lý chiến "Tam Dân Chủ nghĩa thống nhất Trung Quốc"

Liệt Tự (tiếng Trung: 烈嶼鄉; bính âm: Liè yǔ xiāng; Bạch thoại tự: Lia̍t-sū-hiong), còn được gọi là Tiểu Kim Môn (tiếng Trung: 小金門) là một hương của huyện đảo Kim Môn, tỉnh Phúc Kiến, Trung Hoa Dân Quốc (Đài Loan). Hương nằm giữa đảo chính Kim Môn và Hạ Môn thuộc Trung Quốc đại lục. Các đảo thuộc hương là Đại Đảm, Nhị Đảm, Phục Hưng, Mãnh Hổ, Sư đảo và nhiều đảo nhỏ khác, trong đó, hòn đảo xa nhất chỉ cách khu vực kiểm soát của Trung Quốc đại lục 5 km. Liệt Tự có diện tích 14,8536 km², dân số vào tháng 8 năm 2011 là 9.262 người thuộc 2.682 hộ gia đình, mật độ cư trú đạt 623,6 người/km².